# Middelfart Kommune (1970-2006)
Middelfart Kommune i Fyns Amt blev dannet ved kommunalreformen i 1970. Ved strukturreformen i 2007 blev den udvidet til den nuværende Middelfart Kommune ved indlemmelse af Ejby Kommune og Nørre Aaby Kommune. 

## Tidligere kommuner
Middelfart havde været købstad, men det begreb mistede sin betydning ved kommunalreformen. 2 sognekommuner blev lagt sammen med Middelfart købstad og dens landdistrikt (Fænø) til Middelfart Kommune:
| Kommune                          | Folketal 1. januar 1970 | Byer                   |
| -------------------------------- | ----------------------- | ---------------------- |
| Middelfart købstad               | 9.038                   | Middelfart             |
| Middelfart købstads landdistrikt | 12                      |                        |
| Kauslunde-Gamborg                | 2.831                   | Kauslunde              |
| Vejlby-Strib                     | 4.321                   | Røjle, Strib og Vejlby |
| I alt                            | 16.202                  |                        |

## Sogne
Middelfart Kommune (1970-2006) bestod af følgende sogne, alle fra Vends Herred:
- Gamborg Sogn
- Kauslunde Sogn
- Middelfart Sogn
- Strib Sogn, som Røjleskov Sogn blev udskilt fra i 2010
- Vejlby Sogn

## Borgmestre[2]
| Periode   | Navn            | Parti             |
| --------- | --------------- | ----------------- |
| 1962–1985 | Herman Jensen   | Socialdemokratiet |
| 1986–2017 | Steen Dahlstrøm | Socialdemokratiet |